# ヴィアチェスラフ・ヤノフスキー
ヴィアチェスラフ・ヤノフスキー（ベラルーシ語: Вячаслаў Яўгенавіч Яноўскі、ロシア語: Вячеслав Евгеньевич Яновский、英語: Vyacheslav Evgenyevich Yanovskiy、1957年2月8日 - ）は、ベラルーシ・ヴィーツェプスク出身の元プロボクサー。ソウルオリンピックライトウェルター級金メダリスト。日本でスラフ・ヤノフスキーのリングネームでプロデビューした。第23代日本スーパーライト級王者。第3代PABAスーパーライト級王者。

## 来歴

### アマチュア時代
ソビエト連邦代表としてソウルオリンピックライトウェルター級に出場し、金メダルを獲得。

### プロ時代
1989年、勇利アルバチャコフ、オルズベック・ナザロフらとともに来日し、協栄ボクシングジムに入門。橋渡し役はアントニオ猪木であった。
1990年2月1日、プロデビュー。
1991年3月9日、日本スーパーライト級王者リック吉村と対戦し、判定で王座奪取。日本王座6度防衛後、帰国。
1993年1月28日、ロシアウェルター級王座獲得並びにCISBBウェルター級王座獲得。
1993年9月18日、ドイツインターナショナルウェルター級王座獲得。
1995年4月15日、IBFインターコンチネンタルウェルター級王者エドウィン・ムリーニョと対戦するが、10回KO負け。これがプロ唯一の敗戦となった。
1996年9月7日、PABAスーパーライト級王座を獲得。
1997年2月21日、PABAスーパーライト級王座の初防衛に成功した。
1997年9月3日、PABAスーパーライト級王座を剥奪された。
1997年、引退。

## 戦績
- プロボクシング：32戦30勝（16KO）1敗1分

## 獲得タイトル
- 第23代日本スーパーライト級王座（防衛6）
- ロシアウェルター級王座
- CISBBウェルター級王座
- ドイツインターナショナルウェルター級王座
- 第3代PABAスーパーライト級王座（防衛1）